# Meyna tetraphylla
Meyna tetraphylla är en måreväxtart som först beskrevs av Georg August Schweinfurth och William Philip Hiern, och fick sitt nu gällande namn av Robyns. Meyna tetraphylla ingår i släktet Meyna och familjen måreväxter.

## Underarter
Arten delas in i följande underarter:
- M. t. comorensis
- M. t. tetraphylla